# 別所浩郎
別所浩郎（1953年2月5日—）是一名日本知名外交官，曾任日本常驻联合国代表。

## 生平
出生於兵庫縣，由於父親工作關係小、中学時代曾在新西蘭度過。灘高等學校畢業後進入東京大学法學部，1975年畢業後進入外務省任職。
曾經擔任綜合外交政策局總務課長，當時曾經處理亞洲婦女基金會相關事宜。2001年4月擔任小泉純一郎的首相秘書官，2007年成為外務省新設的國際協力局首任局長。2008年（平成20年）総合外交政策局長を経て、2010年（平成22年）8月、政務担当の外務審議官。2012年9月起接替武藤正敏就任駐大韓民国特命全權大使，10月30日正式上任。2016年6月10日接替吉川元偉赴任日本常驻联合国代表。2019年卸任。

## 荣誉

### 外国勋章奖章
- 修交勋章光化章（韩国，2016年7月22日批准[6]，2016年8月12日于纽约颁发[7]）